# Robert Shirley, VI conte Ferrers
Robert Shirley, V conte Ferrers (St. James's, 20 luglio 1723 – Londra, 18 aprile 1787), è stato un nobile britannico.

## Biografia
Robert Shirley nacque nel 1723 a Londra, nel quartiere di St. James's, figlio terzogenito di Laurence Shirley, figlio a sua volta del I conte Ferrers, e di sua moglie Anna Clarges.
Nel 1778 succedette nei titoli della sua casata a suo fratello, il vice ammiraglio Washington Shirley, V conte Ferrers. Il 4 luglio 1781 venne creato vice luogotenente del Derbyshire. Morì nella sua casa di Londra nel 1787 e venne sepolto accanto a sua moglie a Breedon on the Hill.

## Matrimonio e figli
Il 26 dicembre 1754, sposò Catherine Cotton (m. 26 marzo 1786), dalla quale ebbe tre figli:
- Robert Shirley, VII conte Ferrers (1756–1824)
- Lawrence Rowland Ferrers (1757 – 5 febbraio 1773)
- Washington Shirley, VIII conte Ferrers (1760–1842)